# Карпов, Александр Николаевич
Карпов Александр Николаевич (род. 1 декабря 1949) — украинский политик.
Кандидат исторических наук, доцент; бывший народный депутат Украины.
Родился 01.12.1949 (село Терещенки, Белопольский район, Сумская область); украинец; отец Николай Андреевич (1925)— колхозник; мать Антонина Алексеевна (1925—1984) — колхозница; жена Татьяна Борисовна (1952).
Образование: Харьковский государственный университет (1973), историк, преподаватель истории и обществоведения; аспирантура там же.
В 03.2006 — кандидат в народные депутаты Украины от Народного блока Литвина, № 75 в списке.
Народный депутат Украины 4-го созыва в 04.2002-04.2006 от блока «За единую Украину!», № 17 в списке. Член фракции «Единая Украина» (05-06. 2002), уполномоченный представитель фракции НДП (06.2002-11.2003), внефракционный (11.2003-02.2004), член группы «Демократические инициативы» (02.-05.2004), уполномоченный представитель группы «Демократические инициативы — Народовластие» (05.-09.2004), член группы «Демократические инициативы» (09.2004-09.2005), внефракционный (09.-12.2005), член группы Народного блока Литвина (с 12.2005); член Комитета по иностранным делам (с 06.2002).
Народный депутат Украины 3-го созыва в 03.1998-04.2002 от НДП, № 14 в списке. На время выборов: народный депутат Украины, член НДП. Заместитель председателя фракции НДП (05.1998-05.1999), председатель фракции НДП (с 05.1999); член Комитета по вопросам регламента, депутатской этики и организации работы ВР Украины (с 07.1998).
Народный депутат Украины 2-го созыва с 04.1994 (2-й тур) до 04.1998, Ленинский избирательный округ № 373, Харьковская область, выдвинут избирателями. Член Комиссии по вопросам науки и народного образования, по 12.1996 — член Комитета по вопросам государственного строительства, деятельности советов и самоуправления. Член группы «Конституционный центр».
- 1966—1968 — токарь Харьковского завода транспортного машиностроения имени Малышева.
- 1968—1973 — студент, 1973—1975 — секретарь комитета комсомола, 1975—1978 — аспирант, 1978-08.1994 — ассистент, старший преподаватель, доцент, заведующий кафедрой истории КПСС (политической истории) Харьковского государственного университета.
- 1992—1994 — генеральный директор Харьковского регионального фонда «Харьков-прогресс».
- 08.1997-05.1998 — помощник Премьер-министра Украины.

Член Конституционной Комиссии от ВР Украины, председатель секции по вопросам гражданского общества и государства (11.1994-1996).
Заместитель председателя Народно-демократической партии по вопросам организационно-партийной работы (11.1998-12.2000), первый заместитель председателя НДП (12.2000-12.2002); член политисполкома и Политсовета НДП (02.1996-2003).
Советник Премьер-министра Украины на общественных началах (05.1998-12.1999, 07.2001-11.2002).
Внештатный советник Президента Украины (до 01.2005).
Член Постоянной делегации ВР Украины в ПАСЕ (06.2002-05.2006).
Был заведующим кафедры политического менеджмента, профессором Академии муниципального управления.
Автор около 50 научных статей, монографии; соавтор 3 учебников.

## Награды
Почетная грамота Кабинета Министров Украины (07.1999, 11.2001). Орден «За заслуги» III ст. (08.1999).